# 30P/Райнмута
Комета 30P/Райнмута, відома також як Райнмута 1, відкрита 22 лютого 1928 року Карлом Вільгельмом Райнмутом (Обсерваторія Гайдельберг-Кенігштуль, Німеччина) як об'єкт 12 зоряної величини. Спочатку було визначено, що період обертання комети становить 25 років, але після точніших обчислень він був зменшений до 7 років. Тоді вважалося, що відкрита комета Райнмута є втраченою в 1915 році кометою 69P/Тейлора. Подальші обчислення Джорджа ван Бісбрука це припущення не підтвердили.
Комета Райнмута спостерігалася у всі свої повернення, крім 1942 року. Тоді комету не вдалося знайти через змінення параметрів орбіти після проходження поблизу Юпітера в 1937 році.
Ядро комети має діаметр близько 7,8 км.